# Har Meron
Der Berg Meron (hebräisch הַר מֵירוֹן Har Mejron; arabisch جبل الجرمق Dschabal al-Dscharmaq, DMG Ǧabal al-Ǧarmaq) liegt in Israel 1208 m über dem Meeresspiegel. Er ist der höchste Berg innerhalb der international anerkannten Grenzen des Staates. Auf den von Israel  annektierten Golanhöhen, die teilweise den Hermon umfassen, gibt es einige Gipfel, die höher sind als der Meron.
Der Berg bildet einen Teil der Wasserscheide, die das Einzugsgebiet des levantinischen Mittelmeers von jenem des Jordangrabens trennt. In einem Gebiet am Südhang des Har Meron und Nordhang des Har Hillel (hebräisch הַר הִלֵּל ‚Berg Hillels des Älteren‘, arabisch جَبَل العَرُوس, DMG Ǧabal al-ʿArūs; 1071 m; ⊙) entspringen zwölf Quellläufe des Kesivs, die sich in einer miniaturhaften Kessellage, das Wadi al-Zarb (arabisch وَادِي الزَّرْبِ ‚Bachlauf des Pferchs‘), zu einem Lauf vereinen. Die östlichst gelegene und auch bekannteste Quelle, die auch namentlich auf Wanderkarten verzeichnet ist, ist der ʿEin haSaqen (hebräisch עֵין הַזָּקֵן deutsch ‚Quell[e] des Alten (Hillel)‘, englisch ʿEin haZaqen, arabisch عَيْنُ الْوَرَقَةِ, DMG ʿAin al-Waraqa ‚Quelle des Blattes‘; ⊙ auf etwa 980 m).  

## Naturschutzgebiet Har Meron
Der Meron wurde am 9. Dezember 1965 Teil des Schutzgebietes Schmurat Teva Har Meiron (שְׁמוּרַת טֶבַע הַר מֵירוֹן Schmūrat Ṭeva Har Mejrōn) der Behörde für Natur und Gärten, das mit einer Fläche von 84.000 metrischen Dunam ausgewiesen wurde. Es wurde später mehrfach erweitert. Die Schmurat Har Meiron reicht westlich bis an die Feldmark Beit Janns und nordwestlich bis vor die Tore Hurfaischs.
Als die Behörde für Natur und Gärten beschloss, ausgestorbene Tierarten wieder im Lande heimisch zu machen, wählte sie für den Anfang das Mesopotamische Damwild. Es galt seit langem als gänzlich ausgestorben, bis man im südwestlichen Iran in den 1950er Jahren eine kleine Population entdeckte und einzelne Tiere einfing. Der Opel-Zoo erhielt 1956 ein Paar zur Zucht und konnte daraus junge Tiere zur Bestandspflege in den Iran geben. Der Opel-Zoo gab 1976 zwei Zuchtpaare und die Wildpflege im Iran weitere vier Weibchen – in einer aufwändigen und geheimen Operation zu Beginn der Islamischen Revolution 1978 mit auf den letzten Flug El Als ab Teheran – nach Israel.

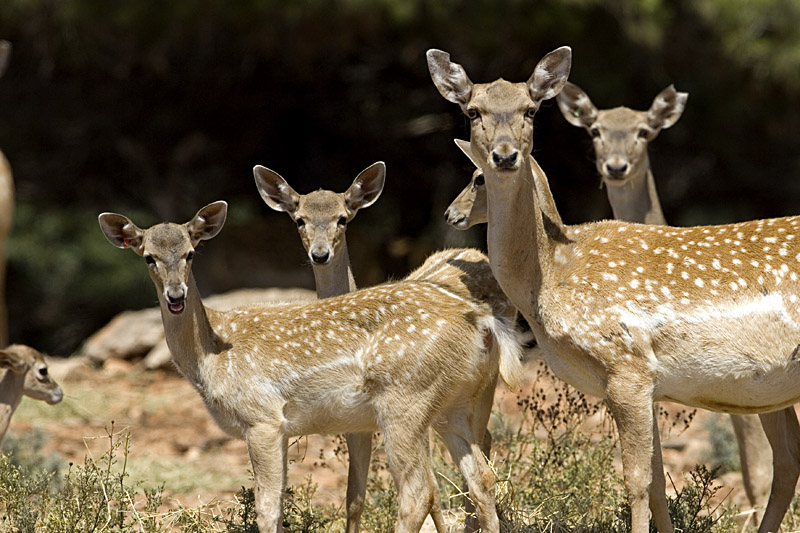
Damhindinnen im Norden Israels, 2007

Mit diesen Tieren begann der israelische Bestand, der zunächst im Biblischen Zoo Jerusalem auf Hunderte anwuchs. Mesopotamisches Damwild wurde 1996 in der Schmurat Teva Nachal Kesiv erfolgreich ausgewildert, es folgten das Tal des Soreqs im Judäischen Bergland, dann Auswilderungen 2014 in der Schmurat Teva Har Meiron, gefolgt 2015 von Freilassungen im Karmelgebirge. In freier Wildbahn leben schätzungsweise 250–300 Individuen, in den Zuchtzentren des Wildparks Chai Bar Karmel und des Biblischen Zoos weitere 150 Stück. Damit ist die Wildpopulation in Israel die größte der Welt.

## Ereignisse
Beim Lag-baOmer-Fest auf dem Har Meron ereignete sich am Abend des 29. April 2021 bis zum frühen Morgen des Folgetags eine Massenpanik mit mindestens 45 Toten und 150 Verletzten, die meisten davon schwer. Es war eine der tödlichsten zivilen Katastrophen in der Geschichte des Staates Israel.